# Niina Petrõkina
Niina Petrõkina (Tallin, 14 agosto 2004) è una pattinatrice artistica su ghiaccio estone. Ha vinto il Campionato europeo nel 2025 e tre titoli nazionali estoni.

## Risultati
GP: Grand Prix; CS: Challenger Series; JGP: Junior Grand Prix
Categoria senior
| Internazionali            | Internazionali | Internazionali | Internazionali | Internazionali | Internazionali | Internazionali | Internazionali | Internazionali |
| Evento                    | 2017-18        | 2018-19        | 2019–20        | 2020–21        | 2021–22        | 2022–23        | 2023–24        | 2024-25        |
| ------------------------- | -------------- | -------------- | -------------- | -------------- | -------------- | -------------- | -------------- | -------------- |
| Campionati mondiali       |                |                |                |                | 16°            | 9°             | 16°            | 8°             |
| Campionati europei        |                |                |                |                | 7°             | 6°             |                | 1°             |
| GP Cup of China           |                |                |                |                |                |                | 4°             |                |
| GP della Finlandia        |                |                |                |                |                |                |                | 7°             |
| GP NHK Trophy             |                |                |                |                |                | 7°             |                | 10°            |
| GP Skate America          |                |                |                |                |                |                | 3°             |                |
| GP Skate Canada           |                |                |                |                |                | 6°             |                |                |
| CS Budapest Trophy        |                |                |                |                |                | 3°             |                |                |
| CS Golden Spin            |                |                |                |                | 3°             |                |                |                |
| CS Ice Challenge          |                |                |                |                | 3°             |                |                |                |
| CS Lombardia Trophy       |                |                |                |                |                |                | 7°             | 7°             |
| CS Nebelhorn Trophy       |                |                |                |                |                | 11°            |                |                |
| CS Trophée Metropole Nice |                |                |                |                |                |                |                | 2°             |
| CS Warsaw Cup             |                |                |                |                | 2°             |                |                |                |
| Challenge Cup             |                |                |                |                |                |                | 5°             |                |
| Road to 26 Trophy         |                |                |                |                |                |                |                | 1°             |
| Shanghai Trophy           |                |                |                |                |                |                | 3°             |                |
| Tallink Hotels Cup        |                |                |                |                |                | 1°             | 4°             |                |
| Nazionali                 |                |                |                |                |                |                |                |                |
| Campionati estoni         | 7°             | 4°             | 2°             |                | 1°             | 1°             |                | 1°             |

Categoria juniores
| Internazionali      | Internazionali | Internazionali | Internazionali | Internazionali | Internazionali | Internazionali |
| Evento              | 2015-16        | 2017–18        | 2018–19        | 2019–20        | 2021–22        | 2022-23        |
| ------------------- | -------------- | -------------- | -------------- | -------------- | -------------- | -------------- |
| Campionati mondiali |                |                |                | 33°            | 9°             | 12°            |
| JGP Austria         |                |                |                |                | 4°             |                |
| JGP Repubblica Ceca |                |                | 11°            |                |                |                |
| JGP Francia         |                |                |                |                | 7°             |                |
| JGP Lettonia        |                |                |                | 6°             |                |                |
| JGP Polonia         |                |                |                | 10°            |                |                |
| Ice Star            |                |                |                | 2°             |                |                |
| Tallink Hotels Cup  |                | 1°             | 1°             | 1°             |                |                |
| Tallin Trophy       |                |                | 3°             | 1°             |                |                |
| Volvo Open Cup      |                |                | 3°             |                |                |                |
| Nazionali           |                |                |                |                |                |                |
| Campionati estoni   | 3°             | 3°             | 2°             | 1°             | 1°             | 1°             |